# コカブト
コカブトまたはコカブトムシ（小甲虫、小兜虫、学名:Eophileurus chinensis chinensis (Faldermann, 1835), Single-horn rhinoceros beetle, Single horned beetle）は、コウチュウ目（鞘翅目）コガネムシ科カブトムシ亜科コカブト属に分類される甲虫。

## 分布
日本のほぼ全域に分布し、日本以外にも朝鮮半島、中国、台湾に分布する（亜種含む）。オキナワコカブトやアマミコカブトなどは普通種だがコカブトは個体密度も低く個体数もそれほど多くない。

## 形態
体長は18mm-26mm程度。小型ながらカブトムシの仲間であり、オス、メス、共に小さな角状突起を持つが、文献によっては角ではないと表記する場合がある。外部形態上の性差に乏しいが、胸部前胸背板にある窪みの形の違いで判別する事ができる。オスは円形、メスはスリット状である。
体付きと角状の突起からサイカブト類にも似ているが、より扁平。脚部の棘は体の割に大きめ。

## 亜種
- アマミコカブトムシ E. chinensis irregularis Prell, 1913[1] - 奄美大島
- オキナワコカブトムシ E. chinensis okinawanus Nomura, 1964[1] - 沖縄本島

## 生態
自然度の高い平地に見られる種であり、東京都心部での分布記録は皇居内（吹上御苑など）にわずかに見られる。成虫は基本的に夜行性だが、日中偶然路上などを歩いている姿を見かけることもある。樹液に集まることは少なく、他の昆虫の幼虫や死骸を食物とする。体の柔らかいものをおもに狙うが、コガネムシ類の腹部に穴をあけて体内に侵入し、内臓などを食い荒らすこともある。
幼虫は広葉樹の白色腐朽材などの朽木を食べる。成長は非常に速く、孵化した幼虫は2ヵ月足らずで羽化にまで至る。このため年に2-3回発生していると考えられ、秋に羽化した場合成虫はそのまま朽木の中で越冬する。また、一旦野外で活動を開始した成虫も再越冬能力を持ち、半年-最大2年と長い寿命を持つ。幼虫の姿では滅多に越冬せず、メスは我が子が秋までに羽化できるタイムリミットである7月末以降は殆ど産卵しない。
夏期の成虫はよく飛翔するため灯火にもしばしば見られるが凝集対象を持たない本種は樹液場や海岸をうろついていたりすることもあるなどまだまだ謎の多い種類である。

## 飼育
市販のカブトマットや他のクワガタに使った産卵木を入れておけば産卵させることはできるが難易度はやや高く産卵は7月までにさせる必要がある。なお肉食傾向の強い種のため幼虫や卵が確認できたらすぐに成虫を取り出す必要がある。幼虫は非常に成長が早く2ヶ月ほどで成虫になるが、早く羽化した成虫がまだ羽化していない幼虫や蛹を捕食することがあるので単独飼育の方が安全である。